# Goodbye to the Island
Goodbye to the Island är ett album av Bonnie Tyler som gavs ut 1981.

## Låtlista
1. "I'm Just a Woman" - 5:08
2. "We Danced on the Ceiling" - 4:58
3. "Wild Love" - 4:37
4. "The Closer You Get" - 3:50
5. "Sometimes When We Touch" - 4:19
6. "Goodbye to the Island" - 3:13
7. "Wild Side of Life" - 3:46
8. "Whiter Shade of Pale" - 4:29
9. "Sitting on the Edge of the Ocean" - 3:19
10. "I Believe in Your Sweet Love" - 4:22